# Colimaïta
La colimaïta és un mineral de la classe dels sulfurs. Rep el nom del volcà de Colima, a Mèxic, la localitat tipus d'aquesta espècie.

## Característiques
La colimaïta és un sulfur de fórmula química K₃VS₄. Va ser aprovada com a espècie vàlida per l'Associació Mineralògica Internacional l'any 2007. Cristal·litza en el sistema ortoròmbic.
Segons la classificació de Nickel-Strunz, la colimaïta pertany a «02.F - Sulfurs d'arsènic, àlcalis, sulfurs amb halurs, òxids, hidròxid, H₂O; amb alcalins (sense Cl, etc.)» juntament amb els següents minerals: caswellsilverita, schöllhornita, cronusita, chvilevaïta, orickita, rasvumita i pautovita.

## Formació i jaciments
Va ser descoberta al volcà de Colima, el volcà que dona nom al complex volcànic de Colima, a Jalisco (Mèxic) tractamt-se de l'únic indret de tot el planeta on ha estat descrita aquesta espècie mineral.